# Pôle métropolitain Audomarois
Le Pôle métropolitain Audomarois est un pôle métropolitain français, situé dans les Hauts-de-France.
Il est issu de la transformation en 2019 du Pays de Saint-Omer.

## Histoire
Le 1er janvier 2019, l'ancien Pays de Saint-Omer devient le Pôle métropolitain Audomarois.

## Divisions administratives (intercommunalités)
Le pôle regroupe deux intercommunalités :
- Communauté d'agglomération du Pays de Saint-Omer
- Communauté de communes du Pays de Lumbres

## Géologie
Deux grandes entités géologique expliquent de nombreuses spécificités du Pôle métropolitain Audomarois : 
1. le bord oriental d'un ensemble géomorphologique dit Boutonnière du Boulonnais, qui inclut une partie du pays de Licques dit « Petit Boulonnais » ;
2. le nord du plateau de l'Artois, crayeux, qui s'enfonce sous la plaine flamande intérieure (selon un axe nord-est/sud-ouest).

À l'approche des monts de Flandre la couche de craie s'enfonce sous les argiles de la plaine flamande, elles-mêmes recouvertes de restes de dépôts marins tertiaires. Des reliques tertiaires existent aussi dans l'Audomarois (dont une formation originale et rare dite « dilluvium d'Helfaut », marqués par une végétation de landes acides, sèches ou humides selon qu'elles croissent sur un substrat sableux drainant ou sur des argiles, ou argiles à silex. Ces landes, de type « atlantique » sont les plus septentrionales de France, mais elles n'ont cessé de régresser et de se fragmenter depuis le milieu du XXe siècle (passant d'environ 300 ha dans les années 1960 à quelques hectares dans les années 2000 à la suite de l'embroussaillement par manque d'herbivores et de la construction d'une route.
Du point de vue géomorphologique, le Pays de Saint-Omer est principalement marqué par :
- les hauteurs du plateau de l'Artois qui culmine à environ 200 mètres en descendant vers le nord-est vers la basse vallée de l'Aa aux environs de Saint-Omer. Localement, les cours d'eau (Bléquin, Aa ou Lys ont creusé le substrat de manière marquée, laissant les « coteaux calcaires » et des pentes limoneuses sensibles à l'érosion des sols
- les fonds de la plaine flamande intérieure, légèrement vallonnée avec une altitude moyenne comprise entre 25 et 75 mètres,
- le Pays de Licques,
- le marais audomarois et des fonds de vallées alluvionnaires, plus humides et inondables, débouchant via l'Aa sur le goulet de Watten-Eperlecques.

Le contexte pédogéomorphologique du Pays de Saint-Omer explique une « forte vulnérabilité aux risques naturels (érosion et inondation) mais également une importante richesse écologique » (On trouve sur ce territoire une panoplie d'habitats naturels qui va des milieux les plus humides aux plus secs et des milieux les plus calcaires aux plus acides (Plateau d'Helfaut et autres landes relictuelles) ; 

Le risque d'érosion « très important sur le territoire, notamment par la prédominance des limons de plateau, et par les pentes importantes des collines de l’Artois entaillées par le réseau hydrographique (Bléquin, Aa, Lys, Laquette…). Les espaces agricoles de grande culture sur le plateau de l’Artois sont très vulnérables ». la trame verte et bleue doit contribuer à mieux réduire et gérer ces risques.

## L'agriculture et l'élevage
Elle est intensive sur les plateaux (de l'Artois notamment), extensive sur les coteaux et encore à dominante herbagère et d'élevage autour de Lumbres et Fauquembergues.  Les 2/3 sud-ouest du territoire font l'objet d'une agriculture intensive qui domine très largement le paysage. Le bocage et les prairies ont reculé depuis les années 1970, lors de remembrements notamment, mais des zones prairiales et de prés subsistent localement (fond de vallées et coteaux) avec quelques reliques bocagères en périphérie de villages ou de boisements. Une polyculture élevage subsiste autour d’Aire-sur-la-Lys, de même que du maraîchage et des prairies dans le marais Audomarois. 

Les anciens prés communaux des plateaux acides et siliceux d'Helfaut à Racquinghem et de Longuenesse pédologiquement pauvres, mais exceptionnellement riche en biodiversité ont vu leur landes et pâturages (ânes, mulets, baudets principalement jusqu'au XIXe siècle) se réduire au profit d'exploitations industrielle du silex et de carrières de sable ou de craie (plus profondes) puis à partir des années 1960 environ d'un boisement spontané et d'un assèchement des nappes et zones humides perchées. Certains coteaux calcaires, également exceptionnellement riches du point de vue écologique et paysager se sont embroussaillés à la suite du recul du pâturage (moutons du Boulonnais).
Comme partout en Europe, le nombre d’exploitations par commune est en diminution régulière (divisé par trois en 30 ans, en proportion et vitesse un peu moindre de celles du département et de la région). Ce phénomène s'accompagne d'une augmentation (triplement en trente ans, passant en moyenne dans le Pays de 19 ha par structure en 1979, à 54 ha aujourd’hui) de la SAU permise par la mécanisation de l'agriculture. En raison de l'importance du maraichage, la SAU (surface agricole utile) moyenne est moindre que celle de la moyenne départementale et régionale.
Saint-Omer et son marais sont connus depuis longtemps pour leurs choux-fleurs. Un label qualité « Volailles de Licques »  (Indication Géographique Protégée ou IGP) a été développé sur le territoire, où l'on trouve aussi une revalorisation des races locales (mouton boulonnais, cheval de trait boulonnais, vache rouge flamande ou des races moins locales mais régionales telles que le cheval trait du Nord ou la bleue du Nord) qui « présentent un intérêt dans le cadre de la Trame verte et bleue dans la gestion de sites naturels (agriculture extensive) et dans le développement de l'économie locale », et de l’agriculture biologique se développe lentement (une dizaine de producteurs certifiés vers 2010), mais un pôle d’excellence agro-bio est prévu à la CASO pour soutenir cet enjeu. En 2012, 26 éleveurs de chevaux de trait boulonnais, 3 éleveurs de trait du Nord, et un taureau reproducteur Bleue du Nord sont présents sur ce territoire. Ces animaux sont aussi de plus en plus réutilisés pour la gestion de milieux naturels ou (pour les chevaux) pour le débardage en forêt.

## La trame verte et bleue du Pays de Saint-Omer
Pour tenter de répondre au problème de l'effondrement de la biodiversité et de nombreuses ressources naturelles, et mieux valoriser l'écopotentialité élevée de ce territoire, cette trame verte et bleue décline localement (c'est-à-dire ici à l'échelle de l'ensemble du Pays de Saint-Omer) la trame verte et bleue nationale et paneuropéenne (sur la base du Schéma d'orientation régional Trame verte et bleue de 2006 qui reconnait à une partie de territoire une biodiversité plus élevée que la moyenne régionale, notamment pour les zones humides (marais audomarois par exemple), le patrimoine forestier (forêt de Clairmarais par ex), les landes (landes relictuelles du plateau d'Helfaut notamment), les cotaux calcaires (Cotaux de Wavran par exemple), etc.
La trame doit être identifiée sur la base d'une évaluation environnementale affinée (et donc d'un diagnostic partagé de l'état des lieux, en termes de fragmentation écopaysagère et d'écopotentialité notamment). Cet état des lieux permet ensuite une analyse des enjeux, dont au regard des données prospectives disponibles, des critères de bon état écologique et de cohérence écologique du SRCE, afin de permettre l'écriture et la mise en œuvre localement d'un plan d’actions hiérarchisé intégrant un « Schéma de vocation des espaces » et une « Hiérarchisation des actions selon leur urgence, rapport coût/impact, exemplarité… ».
Ces données doivent être mises à jour à échelle régionale en 2012-2013 dans le cadre du Schéma régional de cohérence (SRCE) du Nord-Pas-de-Calais, en lien éventuellement (pour les questions de puits de carbone et de teneur des sols en matière organique ou de lutte contre les bulles de chaleur urbaines, de la régulation du cycle de l'eau par exemple, ou encore d'une meilleure résilience face au dérèglement climatique) avec le schéma régional climat-air-énergie (SRCAE) également issu des lois (Grenelle I, Grenelle II), sous l'égide du « Syndicat mixte Lys Audomarois », avec un suivi technique assuré par l’Agence d’urbanisme et de développement de la Région de Saint-Omer, avec le « soutien méthodologique et financier du conseil régional » et l'aide technique et scientifique de plusieurs bureaux d'études spécialisés. La TVB (trame verte et bleue) de l'Audomarois doit s'appuyer sur les données disponibles dans les collectivités, dont au PNR, à l'ONF, dans les services de l'état, en déclinant le volet « biodiversité » du SCOT, tout en tenant compte du Plan Climat Territorial.
La mise à jour de la trame verte et bleue régionale dans le cadre du SRCE-TVB s'accompagne d'un changement de vocabulaire (Les « cœurs de nature » (milieux naturels à valeur patrimoniale élevée) deviennent des réservoirs de biodiversité, et les « corridors biologiques » auront une valeur juridique faiblement opposable (« prise en compte » obligatoire dans les documents d'urbanisme), mais un peu plus forte que depuis 2006.
Cette démarche intègre le contenu environnemental de la Charte du Parc naturel régional (Parc naturel régional des Caps et Marais d'Opale), ainsi que les prescriptions du SDAGE (pour ce qui concerne la trame bleue, à mettre en cohérence avec le réseau des espaces naturels sensibles, des réserves naturelles, des zones protégées de forêts publiques, les zones Natura 2000, et les trames vertes mises en place ou en cours de mise en place dans les territoires voisins.

Elle fera l'objet d'actions de communication, sensibilisation à l'environnement, via notamment une feuille de route en communication (Note de synthèse 16p. ; exposition pour le grand public. Un certain nombre d'acteurs attendant également une mutualisation des « moyens (techniques, humains, financiers) pour la gestion des espaces naturels » et des « itinéraires de randonnées » ; une « Prise en compte de la biodiversité dans l’implantation et la gestion des boisements ».
Le patrimoine naturel est riche, avec notamment les landes, les zones humides perchées ou de vallées, le marais audomarois, et quelques coteaux calcaires à haute valeur écologique (coteau de Setques (ZNIEFF 1), coteau de Wavrans-sur-l’Aa (réserve naturelle nationale), coteau de Wizernes (ZNIEFF 1), coteau de la montagne d’Acquin (Natura 2000 et Réserve Naturelle Nationale)…
Les projets d'écoquartiers (avec Approche environnementale de l'urbanisme (AEU) déjà réalisée à Clairmarais) pourront aussi bénéficier de ce travail, pour mieux s'insérer, voire améliorer la trame écopaysagère locale et du Pays.
Depuis mi-2012, un nouvel outil d'assistance à la cartographie des habitats naturels, utile pour une cartographie affinée des corridors écologiques a été mis gratuitement à disposition de tous. L'accès interactif aux données se fait via le « portail ARCH » qui donne accès à des bases de données interopérables, en lignes, fournies en Open data et licence libre ODbL (qui ne demande aux réutilisateurs que de citer la source et la date de version des données utilisées, et de conserver cette même licence ODbL pour les documents nouveaux produits à partir des données initiales de ARCH). 

Cet outil nouveau nécessite encore des vérifications de terrain, mais permet un travail plus fin et plus rapide de déclinaison de la TVB dans les territoires, ainsi que des opérations d'observation, de surveillance ou d'inventaires naturalistes affinés, un travail plus collaboratif sur ces thèmes, voire des démarches de science participative, scolaires et citoyennes.

### Appui scientifique supplémentaire
Un programme scientifique dit Agricobio ou  « Agricobio Guînes », portant sur le thème « Agriculture et corridors biologiques », financé par le conseil régional du Nord-Pas-de-Calais et sélectionné avec la FRB est en cours sur le territoire de Guînes. Il devrait permettre de préciser les enjeux pour la biodiversité et proposer des pistes de solutions plus fines à développer dans la matrice agricole de la TVB avec les acteurs de l'agriculture, de la nature et du paysage. Issus du même appel à projets, d'autres études scientifiques régionales en cours, sur le territoire ou sur des territoires proches ou comparables pourront aussi y contribuer.

### La trame bleue

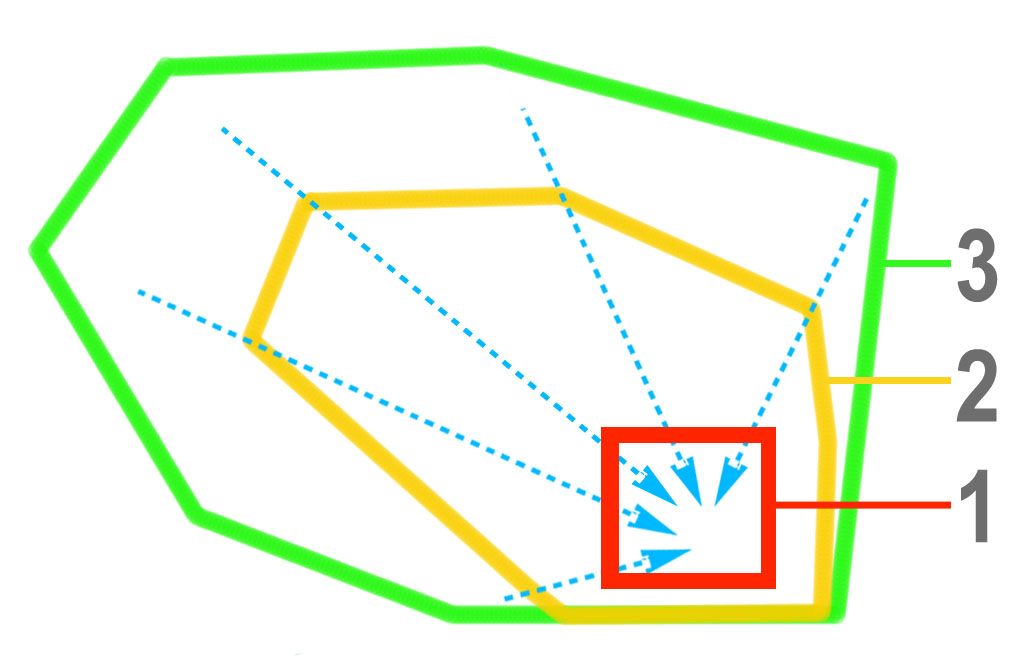
Périmètres de protection d'un champ captant (selon la loi, en France)
1) PPI = périmètre de protection immédiate
2) PPRI = périmètre de protection rapprochée.
3) PPE = périmètre de protection éloignée (non obligatoire)
Les flèches en pointillé bleu représentent le sens de circulation de l'eau dans la nappe dans les couches géologiques qui alimentent le captage

Elle pourra et devra contribuer à protéger la ressource en eau, qui avec les 50 captages d'eau potable (2009) du Pays de Saint-Omer est soumise à des pressions voire à des tensions et problèmes de dégradation qualitative (pollutions ponctuelles et surtout diffuses d'origine agricole, industrielle et urbaine ou routière et ponctuelles) (prélèvements).
La trame bleue inclut tout le réseau hydrographique et des zones humides annexes du territoire (de nombreuses petites mares et près de 608 hectares de plans d’eau et milieux associés ; 103 couvrent plus de 1 ha chacun). Ce réseau est localement très artificialisé sur ce territoire : canalisation ou canal creusé de toutes pièces (canal de Noeufossé), environ 150 km de watergangs qui ont pour la plupart été creusés pour drainer les anciens marais ou polders. Ils sont actuellement gérés par la septième section des Watringues. Aujourd'hui, le réseau des Wateringues est géré par institution l'Institution interdépartementale des wateringues. La 7e section de watringues est essentiellement chargée des curages, faucardages et débroussaillages dans le but d'assurer le bon écoulement des eaux et de maintenir la navigation là où elle est pratiquée. Ponctuellement elle intervient pour la lutte contre certaines espèces invasives (jussie des marais, rat musqué, renouée du Japon…). 
Pour leur part, les propriétaires privés ont à entretenir leurs berge pour assurer un bon écoulement de l'eau, éviter les problèmes hydrauliques (ce qui implique une taille régulière des saules têtards, le recépage, l'élagage des ripisylves quand elles existent…). Une artificialisation excessive des berges peut parfois contredire les besoins ou projets de renaturation de la trame verte et bleue qui visent à retrouver le bon état écologique du bassin versant (dans les zones habitées, les riverains et collectivités ont souvent fortement artificialisé les berges (tunage bois, tôle métallique, palplanches, plaque de béton, murs de brique, gravats…) de pour limiter l’érosion et la divagation des cours d'eau. 

En complément, divers syndicats ayant compétence sur l'eau contribuent également à entretenir les cours d’eau (ex : SMAGE Aa, SYMSAGEL, SAGE du Delta de l’Aa, Syndicat de rivière de la Melde dans le Pays de Saint-Omer. Les SAGE font partie des lieux de mise en cohérence de ces actions. On trouve aussi dans ce territoire des pompes de relevage, des siphons (permettant par exemple à l'Aa de passer sous le canal, etc.). 
La trame bleue s'appuie sur le SDAGE et donc sur le SMAGE Aa, le SYMSAGEL et les commissions locale de l'eau du SAGE Lys, du SAGE de l'Audomarois, du SAGE Delta de l'Aa et du SAGE de la Lys. Parmi les enjeux convergents identifiés, figurent la lutte contre l’érosion, le maintien du foncier agricole, un développement plus durable de l'économie, en intégrant la biodiversité dans les espaces économiques, une protection du patrimoine historique (des moulins notamment) prenant en compte les besoins d'alimentation de la nappe, de lutte contre les inondations et de restauration des continuités hydrographiques,.
Cette trame bleue doit prendre en compte plusieurs enjeux majeurs et parfois difficiles à concilier ;
- les risques d'inondation et d'érosion des sols (42 des 82 communes du Pays de Saint-Omer subissent un risque d'inondation[10]). Les obstacles ou freins à la circulation de l'eau freinent l'eau dans le haut des bassins versants, mais l'exacerbent en zone urbanisée dans les vallées ; Prospectivement, le risque d'invasions marines ponctuelles (et dans le futur de transgression marine) s'aggravent avec le réchauffement climatique global ;
- un passé industriel et un tissu industriel qu'on souhaite maintenir, mais qui a localement été source de pollutions durable de sols, de sites de décharge industrielle ou de sédiments de canaux ;
- le besoin de rétablir une intégrité écologique du territoire, ce qui nécessite des continuités écopaysagères cohérentes et l'atteinte d'un bon état écologique, alors que le canal de Noeufossé a artificiellement mis en relation deux bassins versants (Aa et Lys), et qu'il fragmente le territoire (sans avoir jamais fait l'objet de compensation en termes d'écoduc) ; depuis plus de 1 000 ans (époque de son creusement par Baudouin VI. C'est une des premières infrastructures fragmentantes construites en France et il forme une barrière est-ouest qui empêche de nombreuses espèces non-volantes de pouvoir remonter vers le nord, tout en étant un couloir potentiel de dispersion d'espèces invasives entre deux bassins versants, eux-mêmes connectés à celui de l'Escaut et de la Deûle par différents canaux ou cours d'eau canalisés.
- le risque d'inondation de l'aval de l'impluvium sur la partie poldérisée du territoire, la vulnérabilité aux sécheresse de certaines plateaux et zones argileuses, ainsi que l'importance cruciale de la nappe phréatique de l'Audomarois pour l'alimentation en eau potable (ce qui nécessite à la fois une meilleure protection des zones de captages, une limitation des pollutions (chroniques et accidentelles) dès l'amont des bassins versants ; une gestion écologique et donc différenciée des espaces, un renforcement des mesures agri-environnementales et de l'agriculture biologique pourraient aussi contribuer au bon état écologique[11] ;
- L'atteinte du bon état écologique et du bon état des masses d'eau pour l'eau potable. 36 communes du Pays de Saint-Omer sont aidées par l'Agence de l'eau (39 300 ha couverts, soit plus de 50 % du territoire concerné par des aires d’alimentation des captages prioritaires du SDAGE)[8].